# Asia Series
Die Asia Series ist ein internationaler Baseballwettbewerb für Vereinsmannschaften in Ostasien und Australien.
Er wurde nach Sponsorenverträgen offiziell als Konami Cup Asia Series zwischen 2005 und 2008 jährlich im November zwischen den nationalen Meistern aus der Volksrepublik China, dem Chinesischen Taipeh (Behelfsname im Sport für Taiwan), Japan und der Republik Korea ausgetragen. Nach schwacher Zuschauerresonanz und wirtschaftlichen Verlusten wurde das Format 2009 zunächst zugunsten einer Meisterschaft nur zwischen den Meistern der Republik Korea und Japans aufgegeben.
Seit 2011 findet wieder eine Asia Series statt, anstelle einer Mannschaft aus der Volksrepublik wurde 2011 der Meister Australiens eingeladen – die Perth Heat als Meister der Australian Baseball League standen bereits im Februar als Teilnehmer fest. Austragungsort war das Interkontinental-Baseballstadion der Stadt Taichung (chinesisch 臺中市洲際棒球場, Pinyin Táizhōng-shì zhōujì bàngqiúcháng, engl. Taichung Intercontinental Baseball Stadium). Erstmals gewann mit den koreanischen Samsung Lions keine japanische Mannschaft das Turnier. Austragungsort 2012 soll Busan im Süden der Republik Korea sein.

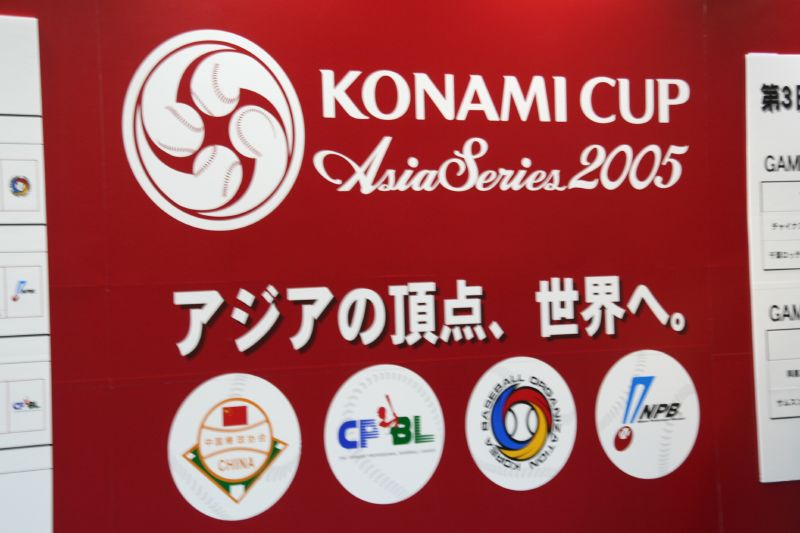
Logos der Asia Series 2005 und der vier ausrichtenden Ligen.

## Asia Series 2005–2008
Der Wettbewerb wurde zwischen den Siegern der Nihon Series des NPB (Japan), der Hanguk Series der KBO (Rep. Korea), der Taiwan Series der CPBL (Rep. China) und des Finalspiels der CBL (VR China) ausgespielt. Bis 2007 nahmen für die CBL die China Stars, ein All-Star-Team der CBL, an der Asia Series teil.
Zunächst spielten in einer Round-Robin-Runde alle Mannschaften einmal gegeneinander, die beiden bestplatzierten treten dann im Finale gegeneinander an. Ein Spiel um den dritten Platz fand nicht statt.
Durch einen Sponsorenvertrag sicherte sich der Videospielhersteller Konami in den ersten Jahren die Namensrechte, das Turnier hieß daher offiziell Konami Cup Asia Series.
Die ersten vier Ausgaben wurden im Tokyo Dome in Tokio, Japan ausgetragen. Allerdings war für die Zukunft geplant, zu einer Rotation des Austragungsorts zwischen den vier Teilnehmerländern überzugehen.

### Regeln
- Alle Spiele werden mit Designated Hitter (DH) ausgetragen.
- In der Gruppenphase werden Spiele bei Gleichstand nach 15 Innings als Unentschieden gewertet, im Finalspiel gibt es keine Begrenzung der Inningzahl. Unentschieden gehen als halber Sieg in die Berechnung der Winning Percentage ein.
- In der Gruppenphase wird ein Spiel bei mehr als zehn Runs Vorsprung ab dem Ende des 7. Innings als Called Game abgebrochen.
- Bei gleicher Winning Percentage zwischen zwei Mannschaften entscheidet der direkte Vergleich. Bei einem Unentschieden im direkten Vergleich oder bei drei oder vier Mannschaften mit gleicher Siegbilanz entscheiden in dieser Reihenfolge:
  - die niedrigere Anzahl aufgegebener Runs,
  - die höhere Anzahl erzielter Runs,
  - der höhere Team Batting Average,
  - ein Münzwurf.
- Im Finalspiel gilt der Erstplatzierte der Gruppenphase als Heimmannschaft, spielt also zuerst in der Defensive, spielt in Heimtrikots und nimmt die Bank der Gastgeberseite hinter der First Base ein. (Eine japanische Mannschaft erhält allerdings auch als Zweitplatzierter die Gastgeber-Bank hinter der First Base.)
- Die Umpires kommen aus den Teilnehmerländern, kommen aber nicht zum Einsatz, wenn eine Mannschaft der eigenen Nation spielt.

### Ziel des Wettbewerbs
Laut Veranstalter war es das Ziel des Wettbewerbs, die beste Mannschaft Asiens zu bestimmen und zur Internationalisierung des Baseballs beizutragen. Für die Zukunft war geplant, in einem Duell mit dem Sieger der World Series aus der nordamerikanischen Major League Baseball einen World Champion zu ermitteln, der diesen Namen auch verdient.

### Ergebnisse
| Jahr | Gastgeberland | Finale                       | Finale | Finale                       | Dritter             | MVP            |
| Jahr | Gastgeberland | Sieger                       | Score  | Zweiter                      | Dritter             | MVP            |
| ---- | ------------- | ---------------------------- | ------ | ---------------------------- | ------------------- | -------------- |
| 2005 | Japan         | Chiba Lotte Marines          | 5–3    | Samsung Lions                | Sinon Bulls         | Benny Agbayani |
| 2006 | Japan         | Hokkaidō Nippon Ham Fighters | 1–0    | La New Bears                 | Samsung Lions       | Yū Darvish     |
| 2007 | Japan         | Chūnichi Dragons             | 6–5    | SK Wyverns                   | Uni-President Lions | Hirokazu Ibata |
| 2008 | Japan         | Saitama Seibu Lions          | 1–0    | Uni-President 7-Eleven Lions | SK Wyverns          | Tomoaki Satō   |

## Japanisch-Koreanische Klubmeisterschaft
An die Stelle der Asia Series trat 2009 die Japanisch-Koreanische bzw. Koreanisch-Japanische Klubmeisterschaft (jap. Nikkan club championship, 日韓クラブチャンピオンシップ, kor. hanil club championship 한일 클럽 챔피언십, engl. NPB-KBO Club Championship) aus einem einzigen Spiel zwischen den Meistern aus Japan und Korea.
2009 besiegten im Baseballstadion der Präfektur Nagasaki (Nagasaki-ken-ei yakyūjō) in der Stadt Nagasaki die Yomiuri Giants die Kia Tigers 9–4. 2010 fand die Meisterschaft im Tokyo Dome statt, die Chiba Lotte Marines siegten über die SK Wyverns mit einem 3–0-Shutout.

## Asia Series seit 2011
Bei der Wiederaufnahme 2011 fand die Asia Series erstmals nicht in Japan statt. In der Vorrunde erreichten zwar die Hawks aus Fukuoka mit drei Siegen den ersten Platz; aber die Samsung Lions, die das direkte Duell in der Vorrunde 0–9 verloren hatten, konnten im Finale durch ein starkes fünftes Inning, in dem sie fünf Runs erzielten, einen 5–3-Sieg erringen und den Titel erstmals nach Korea holen. Jang Won-sam, der Lions-Starter im Finale, wo er nur einen Run in 6 1/3 Innings zuließ, wurde als MVP ausgezeichnet.
| Jahr | Gastgeberland     | Finale           | Finale | Finale                       | Dritter                      | MVP            |
| Jahr | Gastgeberland     | Sieger           | Score  | Zweiter                      | Dritter                      | MVP            |
| ---- | ----------------- | ---------------- | ------ | ---------------------------- | ---------------------------- | -------------- |
| 2011 | Chinesisch Taipeh | Samsung Lions    | 5–3    | Fukuoka SoftBank Hawks       | Uni-President 7-Eleven Lions | Jang Won-sam   |
| 2012 | Südkorea          | Yomiuri Giants   | 6–3    | Lamigo Monkeys               |                              | Lamigo Monkeys |
| 2013 | Chinesisch Taipeh | Canberra Cavalry | 14–4   | Uni-President 7-Eleven Lions |                              | Jack Murphy    |